# آل دريب
آل دريب: من قبائل بارق الأزدية، تقع بلادهم في غربي الريش، جنوب من بارق، وشمال محايل. مشهورون بكرمهم الفارط المفرط، ويسكنون على طريق محايل - بارق، مابين وادي بقرة ووادي بيشان (باشان).
تقع منازل هذه القبيلة على ضفاف وادي المصبح، الريش، السهمين، وبيشان. يحدها شمالاً آل جبلي، وجنوباً آل مُوسى، وشرقاً الريش، وغرباً ربيعة الطحاحين وبنو هلال. ونزل بلادهم في الستينات الميلادية بدو المشحكة والمعربة مابين واديي بقرة والمصبح، وهم اليوم يخالطوهم في المحارث والقرى.

## النسب
بني دريب: قَبِيلُ من بطن حميضة من بارق بن عدي بن حارثة بن عمرو مزيقياء بن عامر بن حارثة بن امريء القيس بن ثعلبة بن مازن بن الأزد. وتنقسم بلاد آل دريب إلى ثلاثة نواحي، هي: المصبح، العين، وترقش، إضافة إلى آل خليف من البدو وهم اليوم مستقلون عن آل دريب. تنطوي النواحي المشار إليها على الأفخاذ الآتية:
| آل المصبح |

| أهل العين |

| أهل ترقش |

| آل خليف |

ينحدر معظم أفراد هذه القبيلة من الأزد، ويقدر عدد أفراد هذه القبيلة بحوالي ستة آلاف نسمة، ويشغل منصب مشيخة أهل ترقش الشيخ أحمد محمد أحمد محمد عامر آل حوفان، والعين الشيخ جابر احمد الشيخ، والمصبح الشيخ علي بن محمد منيع آل فليته، وآل خليف الشيخ أحمد محمد الخليفي.

## بلاد آل دريب

### القرى
| القرية                 | الوصف | الإحداثيات        |
| ---------------------- | --- | ----------------- |
| التِّباعَة                | - بتشديد التاء وكسرها، وهو عندهم الأسفل من كل شيء من أراضي ومباني ونحوه-: تقع شمال الظهرة، شرق خلفة القهبة، وجنوب الزردة على مسافة كيل تقريباً. ويقطنها مئة نسمة تقريباً. | 18°40'36 42°0'8   |
| ترقش                   | بلدة كبيرة من بلدان قبيلة آل دريب؛ وتعتبر أكبر بلدان القبيلة وأكثرها تقدماً، تقع شمال محايل بمسافة خمسة عشر كيلاً، جنوب بارق بمسافة 30 كيلاً ويمر طريق جدة إلى الجنوب من غرب هذه البلدة. فيها مدارس بنين وبنات بكافة المراحل الدراسية، مستوصف، ومحطات للبنزين ودكاكين كثيرة للتجارة. يقطنها نحو ألفي نسمة تقريباً، وبها مشيخة أهل ترقش لدى آل بن حوفان والشيخ الآن أحمد محمد أحمد محمد عامر بن حوفان آل رايان. ويتبعها قريتان هما: \| 1- الظهرة \| 2- ظهرة آل عوشان \| ذُكرت في المعجم البريطاني (1916)م: ترقش: قرية صغيرة مبنية من الحجر من مراحل طريق سلطنة بارق. وجاء عنها في معجم الجزيرة العربية (1970)م: «ترقش: 18°39'12 42°00'51. قرية في إمارة محايل الفرعية التابعة لإمارة منطقة أبها. تقع على أرتفاع 402 متراً فوق مستوى سطح البحر، ويقطنها 250 إلى 500 نسمة. وهي ترتبط مع الطريق الرئيسي بدرب متموج بحالة لا بأس بها، طوله كيل. وبالقرية سوق، و8 دكاكين وطاحونة. | 18°39'44 42°0'53  |
| الجُرْف                  | - بضم الجيم، وسكون الراء - وهو أصلا جانب الوادي يجرفه السيل فيتركه واقفاً متهايلاً خرعاً ينهار عند أدنى ملامسة - : بيوتات متناثرة على سفح جبل ميران الشرقي بامتداد كيلين تقريباً، مابين قريتي خلفة القهبة شمالاً والخلفة جنوباً. ويقطن هذي المنطقة نحو مئتي نسمة تقريباً. | 18°39'7 41°59'54  |
| الحَبِيْل (العين)         | - بفتح الحاء المهملة وكسر الموحدة وإسكان المثناة التحتية وآخره لام -: قرية زراعية، تقع إلى الجنوب من مصب وادي المصبح في الغاسا، وفي شرقي قرية الحشة وتجاورها. يقطنها نحو مئة نسمة تقريباً، هذا وكثيراً ما يرد اسم الحبيل في كافة القبائل، ومعناه أن هذا الموضع كان مقراً لوضع منتجاتهم الزراعية ثم تركم في صفة البناء وتربط بالحبال. | 18°41'33 41°58'17 |
| الحَبِيْل                 | - بفتح الحاء المهملة وكسر الموحدة وإسكان المثناة التحتية وآخره لام -: قرية صغيرة، تقع في جنوبي المخرف، وشمال الميفى على مسافة نصف كيل تقريباً. ويقطنها نحو مئة نسمة. | 18°38'10 42°1'14  |
| الحِشّة                  | - هي بكسر الحاء وتشديد الشين المفتوحة فتاء مربوطة - وهي تطلق على الأرض الجبلية ذات الحزون والآكام المتداخلة الوعرة -: تقع شرقي ملتقى واديي (السهمين) و(الغاسا)، وفي غربها يجتمع الواديان فيشكلان (الخايع) الذي يفيض في حلي. وهي إلى الغرب من الحبيل على مسافة نصف كيل تقريباً. ويقطنها نحو مئة نسمة. | 18°41'25 41°57'58 |
| الخِلْفَة                 | - بفتح الخاء واسكان اللام وفتح الفاء بعدها هاء - والخلفة الطريق وراء الجبل أو الوادي، وكل شيء يجيء بعد شيء، فهو خلفة-: تقع بسفح جبل ميران الشرقي، في جنوبي جرف الوعراء. يقطنها مئة نسمة تقريباً، وهي أقصى قراهم في الجنوب الغربي المجاورة لأهل النصب من آل موسى . | 18°38'27 42°0'6   |
| خلفة القَهْبَة            | بفتح الخاء واسكان اللام وفتح الفاء بعدها هاء - مضافاً إلى القَهْبَة بفتح القاف وسكون الهاء - والأقهب لغة البياض الذي يخالطة حمرة أو كدرة، وعندهم يطلق هذا الاسم بالأخصّ على الصخور ذات اللون المشار إليه -: تقع في غربي التباعة على مسافة كيل ونصف تقريباً. وهي ضئيلة الأهمية، قليلة السكان. | 18°40'35 41°59'19 |
| الدِّمْنَةُُ                 | - بكسر الدال المهملة وإسكان الميم وفتح النون وآخره هاء - مؤنث دمن، والدمن هو البعر -: تقع بوادي السهمين، وفي شمالي العين على مسافة كيل ونصف تقريباً. يبلغ سكانها مئة نسمة تقريباً. | 18°41'7 41°58'48  |
| دُّومَان                  | - بضم أوله وآخره نون، والدوم على اسم الشجر المعروف -: تقع جنوب ملتقى واديي (فرشاط) و(الريش)، وفي شمالها يجتمع الواديان فيشكلان (وادي المصبح)، وهي إلى الشرق من روحاء آل خليف على مسافة كيل تقريباً. يقطنها نحو مئتي نسمة تقريباً. | 18°40'13 42°3'48  |
| الرازة                 | - وينطقونه (مرازة) ويكتب هكذا خطأ، والمراد بها الثابت المستقر من الأرض، وقيل: هي الأحجار المرتزّة في مسيل الماء-: تقع بوادي الريش في الجهة الغربية منه، في شرقي مسنة، شمال الروحاء العليا، وجنوب روحاء آل خليف. ويقطنها نحو مئة نسمة تقريباً. | 18°39'26 42°3'38  |
| الرَّداحَ                 | - بفتح الراء وسكون الدال المهملة ثم ألف فحاء المهملة - : تقع في شرقي الميفى على مسافة نصف كيل تقريباً. يقطنها نحو مئة نسمة، وبها بئر قديمة. | 18°37'57 42°1'48  |
| رَّوْحاء آل خليف (السفلى) | - بفتح الراء وإسكان الواو وبعدها حاء مهملة فألف ممدودة، من الراحة والإرتياح - والروحاء من الأرض الطيبة ذات الراحة، قال ابن شميل: الروحاء الأرض المستوية كثيرة النبت - : تقع بوادي الريش في الجهة الغربية منه، وفي غربي محلة دومان على مسافة كيل تقريباً. ويقطنها نحو مئتي نسمة تقريباً. | 18°39'59 42°3'12  |
| الرَّوْحاء العَلْيَا         | - بفتح الراء وإسكان الواو وبعدها حاء مهملة فألف ممدودة - مضافاً إلى العليا عكس السفلى -: تقع على ضفة وادي الريش الغربية، في شرقي المسنة، وجنوب امرازة وتجاورهما. يبلغ سكانها المئة نسمة، وهي أقصى بلاد آل دريب في الجنوب الشرقي. | 18°39'4 42°3'51   |
| الزَرْبَة                 | - بزاي معجمة مفتوحة بعدها راء مهملة ساكنة ثم باء موحدة مفتوحة ثم هاء - على لفظ المصدر زبير، وهو كومة التراب المحيطة بالمزرعة والتي تحدها من جميع الجهات لتوضيح الحدود بين المزارع - : تقع في غربي المصبح، وشمال التباعة على مسافة نصف كيل تقريباً. ويقطنها نحو مئة نسمة. | 18°41'5 42°0'1    |
| سَّايْل                   | - أوله سين مهملة ثم ألف بعدها ياء مثناة ساكنة ثم لام، بلفظ السايل من الماء - : قرية زراعية صغيرة، تقع في شرقي محلة دومان على مسافة كيل تقريباً. وهي أقصى بلاد دريب في الشرق المجاورة لبلاد بللسمر. سكانها يبلغون مئة نسمة تقريباً، وهم مختلطون في المناشر والحروث مع أهل الحضن من الريش. | 18°40'51 42°4'33  |
| صَعْبَان                  | - بفتح الصاد المهملة واسكان العين المهملة وبعدها باء موحدة فألف فنون - وصعبان من صعب وعسر، وهو عندهم اسم يطلق على الأرض الصلبة المكسوَّة بحجارة خشنة، يصعب السير فيها - : قرية صغيرة، تقع على ضفة وادي المصبح الجنوبية، وفي غربي قرية المصبح على مسافة ربع كيل تقريباً. | 18°41'27 42°0'19  |
| الضِّرْس                  | - بكسر الضاد المعجمة وإسكان الراء وآخره سين، وهي لغة الأكمة الخشنة الغليظة التي كأنها مضرسة - : تقع بوادي المصبح في الجهة الجنوبية منه، في شمالي مزمة، وشرق القاد الأعلى على مسافة كيل ونصف. ويقطنها مئة نسمة تقريباً. | 18°41'14 42°1'56  |
| الظَّهْرَة                 | - بفتح الظاء المعجمة وإسكان الهاء وفتح الراء بعدها هاء، والظَّهْرة من الأرض ما ظهر منها وارتفع: قرية من قرى ترقش، تقع في شمالي قرن صفير، وغرب ترقش وتجاورها، ومع تقدم وتوسع العمران أصبحت جزء من بلدة ترقش. جاء عنها في معجم الجزيرة العربية (1970)م: «الظهرة: 18°39'29 42°00'23. قرية في إمارة محايل الفرعية التابعة لإمارة منطقة أبها. تقع على أرتفاع 399 متراً فوق مستوى سطح البحر، ويقطنها نحو 100 نسمة. وترتبط مع الطريق الرئيسي. | 18°39'53 42°0'27  |
| ظَّهْرَة آل عوشان          | - بفتح الظاء المعجمة وإسكان الهاء وفتح الراء بعدها هاء -: قرية من قرى ترقش، تقع في شرقي المشار إليها. وهذه القرية منذ إنشائها ولا تزال تتقدم وتتوسع أي : لم تمر بفترة خمود أو جمود، وقد زحفت في توسعها حتى وصلت ترقش واحتوتها فأصبحت الظهرة في الوقت الحاضر حياً من أحياءها. | 18°40'3 42°1'23   |
| العِشَاش                 | بكسر العين، وفتح الشين، فألف، وشين - جمع عشة، وهي الكوخ يقام من الشجر والقش - : تقع في جنوبي محترة، وشرق المخرف على مسافة نصف كيل تقريباً. يقطنها مئة نسمة تقريباً. | 18°38'47 42°1'39  |
| العَيْن                  | - بعين مهملة مفتوحة وياء مثناة ساكنة ثم نون موحدة - يقصد بها نبع الماء الجاري الذي ينبع بطبيعته من الأرض : قرية كبيرة مأهولة، تقع في ربوة مرتفعة على ضفاف وادي السهمين المحفوف بالجبال العالية من جانبيه. والعين أخصب بلاد آل دريب، وأكثرها ماء، وأشهرها انتاجاً. ذُكرت في المعجم البريطاني (1916)م: كأهم قرى آل دريب. بها مشيخة أهل العين وشيخها الآن جابر أحمد الشيخ وهو مشهور بكرمه. يقطنها نحو ثمانمائة نسمة تقريباً، وفيها مدرسة إبتدائية للبنات. | 18°39'53 41°58'49 |
| الغْرَابَة                | - بضم الغين، وفتح الراء، فألف، وباء مفتوحة، فهاء - وهي الجبال السود المتناوحة -: قرية صغيرة على ضفة السهمين الشرقية، تقع في شمالي العين، جنوب الدمنة، وغرب خلفة القهبة. وهي من مشتملات العين. | 18°40'22 41°58'57 |
| القاد الأعلى           | - بالفتح، وهي الأكمة الممتدة على وجه الأرض-: تقع بوادي المصبح في الجهة الجنوبية منه، في شرقي قرية المصبح، وغرب الضرس على مسافة كيل تقريباً. ويقطنها مئة نسمة تقريباً. | 18°41'20 42°1'11  |
| قَرْنُ صُّفير               | - بفتح القاف وسكون الراء بعدها نون، هو لغة الجبل الصغير الفارد - صُّفير تصغير الأصفر من الألوان : تقع غربي الكيلة، جنوب ترقش، وشمال المخرف على مسافة كيل تقريباً. يبلغ سكانها مئة نسمة تقريباً. | 18°39'10 42°0'52  |
| قرن المَشَبّة             | - بفتح القاف وسكون الراء بعدها نون، هو لغة الجبل الصغير الفارد - والمشبة بفتح الميم والشين والباء المشددة-: تقع عند التقاء كبار أودية المنطقة: فرشاط، المخاضة، والريش؛ التي تكون وادي المصبح. ويقطنها نحو مئة نسمة تقريباً. | 18°40'48 42°2'31  |
| الكيَّلة                 | -بفتح الكاف وتشديد المثناة التحتية وفتح اللام وآخره هاء -: تقع في غربي محترة، وشرق قرن صفير على مسافة نصف كيل تقريباً. يقطنها نحو مئة نسمة تقريباً. | 18°39'7 42°1'27   |
| الماطَّوْر                | - بفتح الطاء المشددة وسكون الواو، وهو في لهجتهم ما كان على حدّ الشيء أو بحذائه -: تقع على السفح الشمالي من جبل مسنة، في شرقي الرواح، وغرب قرية مسنة على مسافة كيل تقريباً، ويقطنها نحو مئة نسمة. | 18°38'33 42°2'45  |
| محترَّةُ                  | - المحترَّةُ من الأَرض التي أَعلاها حجارة سود وأَسفلها بيض - : تقع في شرقي قرن صفير، وشمال العشاش على مسافة كيل. ويقطنها نحو مئة نسمة تقريباً. | 18°39'5 42°1'57   |
| المَخْرَف                 | - بفتح الميم وسكون الخاء - والمخرف لغة البستان، وقيل: الطريق المستقيم الواضح - : تقع في غربي العشاش، وشمال الحبيل على مسافة نصف كيل تقريباً. ويقطنها نحو مئة نسمة تقريباً. | 18°38'31 42°1'18  |
| مَرَابيع                 | - بالفتح، جمع مِرباع وهو موضع الماشية من العشب والكلأ - : تقع في شمالي المروة، وجنوب مزمة على مسافة نصف كيل تقريباً. ويقطنها نحو مئتي نسمة تقريباً. وكانت المَرَابيع مجتمعاً لأبناء البادية الذين يقطنون هناك. | 18°40'13 42°2'26  |
| المَرْوَة                 | - بفتح الميم وسكون الراء وفتح الواو فهاء، بلفظ واحدة المرو، والمرو الحجارة البيضاء وهو حجر الكوارتز -: قرية واسعة ممتدة الأطراف، تقع في شرقي ظهرة آل عوشان ، جنوب المرابيع، وغرب روحاء آل خليف. يقطنها نحو أربعمائة نسمة تقريباً، ويتبعها قرى صغيرة متجاورة. جاء عنها في معجم الجزيرة العربية (1970)م: «المروة: 18°39°24 42°01'39. قرية في إمارة محايل الفرعية التابعة لإمارة منطقة أبها. تقع على أرتفاع 460 متراً فوق مستوى سطح البحر، ويقطنها 250 إلى 500 نسمة. وهي ترتبط مع الطريق الرئيسي بدرب سيئ، إلى لا بأس به، طوله 3 كم. | 18°40'4 42°1'55   |
| مَزْمَة                   | - بفتح الميمين بينهما زاي ساكنة وآخره هاء - :تقع في جنوبي الضرس، شمال المرابيع، وغرب قرن المشبة على مسافة كيل تقريباً. يقدر سكانها بمئة نسمة تقريباً. | 18°40'35 42°1'53  |
| مسَنّة                   | - بفتح الميم وتشديد السين وفتح النون، وهو عندهم ما ارتفع من الأَرض في قبل الوادي -: اسم جبل وقرية، تقع في غربي امرازة على مسافة نصف كيل تقريباً، وهذا الجبل من الحدود الفاصلة بين آل موسى مع آل دريب قديماً. يقطنها نحو مئة نسمة تقريباً، وفيها يقول الشاعر الشعبي محدداً مكانها، بقصيدة مطلعها: يوم زعنا على بيش اليمانيجينا بارق وعدينا مسنّة | 18°39'15 42°3'14  |
| المصَبَّح                 | - بفتح الميم والصاد المهملة بعده ياء موحدة وآخره حاء مهملة -: تقع على ضفة وادي المصبح الجنوبية، وسميت باسم الوادي لأنها في منتصفه، وهي في شرقي صعبان وغرب القاد الأعلى وتجاورها. يقدر سكانها بمئتي نسمة تقريباً، وبها مشيخة آل المصبح وشيخها الآن على محمد بن منيع آل فليته، ويقال: هم أسرة من الأشراف نزلوا على آل دريب، فشملتهم المشيخة. ذُكرت في المعجم البريطاني (1916)م: المصبح: قرية صغيرة من مراحل طريق سلطنة بارق. وجاء عنها في معجم الجزيرة العربية (1970)م: «المصبح: 18°40'57, 42°00'32. قرية في إمارة محايل الفرعية التابعة لإمارة منطقة أبها. تقع على أرتفاع 387 متراً فوق مستوى سطح البحر، يقطنها من 100 إلى 250 نسمة. وترتبط مع الطريق الرئيسي، لكن يحتاج الشخص إلى 13 دقيقة مشياً؛ للوصول من القرية غلى ذلك الدرب. | 18°41'19 42°0'52  |
| المُوَغِّر                 | - واسمها من وغر يغر، إذا صب الشيء في حلقه، أي أن السيل يغرها غراً - : فرية صغيرة، تقع في شرقي التباعة على مسافة كيل تقريباً. وفيها محطة كهرباء ضخمة ، ومساكن لعمال شركة الكهرباء . | 18°40'42 42°0'29  |
| المِيفَى                 | - بكسر الميم وسكون الياء وفتح الفاء بعدها ألف، هو المرتفع المشرف على غيره -: تقع في جنوبي الحبيل، وغرب الرواح على مسافة نصف كيل تقريباً. يقطنها نحو مئتي نسمة تقريباً، وهي أقصى قراهم في الجنوب المجاورة لآل دارس. | 18°37'44 42°1'24  |
| 1- الظهرة              | 2- ظهرة آل عوشان |                   |

### الأودية
| الوادي       | الوصف | الإحداثيات        |
| ------------ | --- | ----------------- |
| وادي الغَاسَّا  | - بالفتح - وغاس الشيء انحدر في الأَرض، والغاسا عندهم هو مستنقع الماء الذي يظل طويلاً ويخصصونه للماء المتخلف من السيل في الغالب - : يبدأ سيله من جبل ضرم وحولها، ثم ينحدر غرباً بين المصبح شمالاً وسلسلة جبال الصلبة جنوباً حيث ترفده شعاب عظيمة، ثم ينعطف جنوباً ويلاقي وادي المصبح ثم يميل صوب الغرب ويلاقي وادي السهمين ليكونان وادي الخايع الذي هو أعلا وادي حلي. | 18°43'13 41°59'30 |
| وادي المصَبَّح  | - بفتح الميم والصاد المهملة بعده ياء موحدة وآخره حاء مهملة -: يعد من أخصب وأهم أودية آل دريب، ينحدر من أودية: المخاضة، فرشاط، والريش، ويبدأ بالتحديد في شمالي قرن المشبة. يصب في الغاسا ثم يسيلا في الخايع وإلى وادي حلي. وفي هذا الوادي سبعة قرى هي اعتباراً من علوّه إلى مصبّه: قرن المشبة، الضرس، القاد الأعلى، المصبح، صعبان، الزردة، والحبيل.                | 18°41'0 42°2'51   |
| وادي السَّهْمين | - مثنى سهم، بفتح الميم والصاد المهملة بعده ياء موحدة وآخره حاء مهملة -: وادي زراعي، مِن أهم الواجهات السياحية الطبيعية، ينحدر من شمالي جبل ميران، ويتجه شمالاً ثم ينعطف غرباً ويلتقي بالغاسا ليكونا وادي الخايع الذي يفيض في حلي. ومن قرى هذا الوادي:العين، القذل، الغرابة، الدمنة.                                                                               | 18°41'11 41°57'42 |
| وادي الخَايع  | - بالخاء المعجمة مفتوحة بعدها ألف فياء مثناة تحتية مكسورة فعين مهملة - الخايغ في اللغة: منعرج الوادي، وعندهم الممر بين جبلين -: وادٍ بركاني جبلي، يقع بين جبلين كبيرين، وأرضية هذا الوادي صخرية شديدة الوعورة، فهو عبارة عن شق صخري تخترقه مياه السيول ، ومِن خصائص هذا الوادي أن الشمس تمر بِه مرور الكرام، فهي تمكث فِيه للحظات عابرة.                           | 18°41'0 41°56'58  |
| وادي الرِّيْش   | - بكسر الراء وإسكان المثناة التحتية وآخره شين معجمة - تطلق كلمة ريش في وادي المياه وما حوله على الأكمة الممتدة على الأرض -: وادٍ من روافد حلي، يأخذ أعلى مساقط مياهه من السفوح الغربية لسراة بللسمر، أعلاه الريش ووسطه المصبح وأسفله الخايع. وفي هذا الوادي من القرى لآل دريب، الآتي: الروحاء العليا، امرازة، الروحاء السفلى، ومحلة دومان.                      | 18°37'8 42°4'46   |
| وادي القمَّام  | - بفتح القاف وتشديد الميم الأولى بينهما ألف -: وادٍ من روافد حلي، يأخذ أعلى مساقط مياهه من السفوح الغربية لجبل مسل. وفي هذا الوادي من القرى لآل دريب، الآتي: الخلفة، الوعراء، القهبة، وتباعة. | 18°39'31 42° 0'9  |
| وادي خراقن   | - بفتح الخاء المعجمة واسكان الراء فألف وبعدها قاف فنون -: وادٍ من روافد حلي، ينبع من جهة قرية المرابيع، ويسيل في وادي المصبح ثم حلي. وقى هذا الوادي: المرابيع، المروة، مزمة، المصبح، صعبان، والزربة. | 18°40'31 42° 1'43 |

## أقوال المؤرخين
جاء في دليل العرب للإستخبارات البريطانية 1916م: 
وهم قوة مقاتله، لكنهم ليسوا ميالين للقتال، هذا ويحرضهم الإدريسي دائماً على قطع خطوط الإتصالات التركية، وبلادهم خصبة ويقتنون الكثير من الأغنام والماشية، وقبائل آل موسى والطحاحين أصدقاء لهم، ولكن قبائل آل جبلي، الريش، وبني هلال هم عادةً معادون لهم، وهم مشهورون بكرمهم المفرط، ويستطيع المسافر السفر عبر أراضيهم دون خوف أو وجل.

جاء في المجتمع الجغرافي الامريكي 1956م: 

قال فؤاد حمزة: 

قال عاتق البلادي: 

### هوامش
1. ↑  في أواخر القرن الثالث عشر الهجري، أنفصلت آل دريب عن بارق على أثر حرب في خبر طويلٍ. وداعية هذه القبيلة اليوم عسيرية.
2. ↑  آل خليف اليوم مستقرون جنوب وادي بقرة في غربي جبل السلع، في جزء من بلاد آل دريب التاريخية، وهم حلفاء لربعية – كما ذكر المصدر المشار إليه – مع العلم؛ إنه لا يزال من آل خليف جماعة في قومهم آل دريب، ولهم قرية روحاء آل خليف، وهي: قرية متوسطة الحجم حيث يبلغ عدد سكانها حوالي 300 نسمة، وتقع في شرقي ترقش على مسافة أربعة أكيال، وغرب محلة دومان.
3. ↑  غار آل هندية موضع على ضفاف وادي يبه لقبيلة حميضة من بارق وهو الحد الفاصل بين ربيعة المقاطرة وحميضة، طالع المصدر A Handbook of Arabia: Volume II — Page 232. نسخة محفوظة 5 مارس 2020 على موقع واي باك مشين.
4. ↑  البدو شبه الرحل: يمكن اعتبارهم فئة وسطى ما بين البدو والفلاحين، وهم أقرب إلى البداوة منهم إلى الاستقرار.